# Loami
Loami est un village du comté de Sangamon, en Illinois. Sa population s’élevait à 745 habitants lors du recensement de 2010.